# Fritiof Molander
Josef Fritiof Molander, född 25 februari 1873 i Göteborg, död 18 april 1960 i Vasa församling i Göteborg, var en svensk sjukgymnast.
Fritiof Molander var son till orgelbyggaren Salomon Molander. Efter mogenhetsexamen i Uppsala 1893 studerade han medicin vid Uppsala universitet 1893–1897, utexaminerades från Gymnastiska centralinstitutet i Stockholm 1900 och blev underlöjtnant vid Svea livgardes reserv 1901. han praktiserade som sjukgymnast under vinterhalvåren i Hastings 1900–1905 samt under somrarna i Marienbad 1903–1905. Från 1905 innehade han ett eget gymnastikinstitut i Paris, vilket kom att bli samlingspunkt för många av de svenska gymnasterna i Paris och platsen för många av Svenska sjukgymnastikförbundet Lings kongresser. Molander tjänstgjorde under första världskriget som chef för sjukgymnastiska avdelningen på Svenska krigssjukhuset för sårade soldater i Paris och var senare under många år chef för motsvarande avdelning på Amerikanska sjukhuset där. Molander var från 1920 sekreterare i Svenska sjukgymnastiksällskapet Ling. Han innehade flera förtroendeposter inom den svenska kolonin i Paris. Genom sin omfattande sjukgymnastiska verksamhet med ett internationellt klientel betydde han mycket för linggymnastikens spridning, speciellt i Frankrike, och utbildade ett stort antal assistenter i gymnastikformen vid sitt institut. Molander är begravd på Djurgårdskyrkogården i Göteborg.